# Гидеон восстаёт
«Гигантский Гидеон» (англ. Gideon Rises) — 20 серия 1 сезона американского мультсериала «Гравити Фолз», также эпизод является финалом 1 сезона.

## Сюжет
Гидеон Глифул взял под свой контроль Хижины Чудес, вынудив семью Пайнсов переехать к Зусу в дом его бабушки. На пресс-конференции Гидеон объявляет о своем намерении превратить Хижину Чудес в свой личный тематический парк «Гидеонленд», который семья Пайнсов видит по телевизору. Не сумев убедить город в истинной природе Гидеона, Мэйбл беспокоится о том, где они собираются остановиться, если не вернут Хижину Чудес. Тем временем в Хижине Чудес Гидеон раскрывает отцу истинную сущность своей книги; в рассказе говорится, что он был написан давным-давно гениальным неизвестным автором, который узнал секреты Гравити Фолз, секреты, слишком могущественные для одного человека, и спрятал журналы там, где их никто не мог найти, зная, что когда журналы собираются вместе, это приведет к воротам «невообразимой силы». Однако он не знает, что существует три журнала, а не два. Гидеон говорит, что коды и карты из журнала заставили его поверить, что другая книга спрятана где-то на территории Хижины Чудес.
Тем временем Диппер и Мэйбл говорят, что они едут на следующем автобусе из Гравити Фолз. С советом из их собственного дневника № 3, они вскоре придумали план: собрать гномов, которые пытались похитить Мэйбл в начале лета, чтобы попытаться вернуть хижину, но гномов остановил свисток Гидеона. Когда гномы хватают Диппера и Мэйбл, Диппер роняет третий дневник, и Гидеон забирает его у него. Затем Диппер и Мэйбл уезжают из города на автобусе. Вернувшись в Хижину Чудес, Гидеон очень рад получить дневник, который он украл у Диппера, пока не обнаруживает, что это дневник № 3. Полагая, что Диппер пытается первым уехать из города, Гидеон берет гигантского робота-двойника и идет за их автобусом.
Наблюдая за Гидеон-ботом, Диппер и Мэйбл приказывают водителю автобуса Зусу бежать. Гидеон преследует автобус и загоняет его в угол на краю обрыва. Диппер и Мэйбл сбегают из автобуса, но Гидеон загоняет их в угол. Гидеон хватает Мэйбл и отбрасывает Диппера в сторону, планируя править Гравити Фолз с Мэйбл в качестве своей королевы. Диппер спрыгивает со скалы в Гидеон-бота, где он и Гидеон начинают сражаться, причем Диппер побеждает Гидеона. Однако бот теряет равновесие и падает с моста, но Мэйбл и Диппера спасает крюк Мэйбл. Большая толпа окружает робота, которому Гидеон врёт, что Диппер и Мэйбл пытались убить его. Когда полиция готовится арестовать Диппера и Мэйбл, появляется Стэн и показывает, что Гидеон — мошенник; он использует скрытые видеокамеры внутри булавок, которые он раздает, чтобы шпионить за местными жителями. Полиция арестовывает Гидеона, и Стэн берет дело и дневник № 2 от него. Пайнсы возвращаются в Хижину Чудес и начинают раскладывать свои вещи в своей комнате, когда Стэн идет их проверить. Диппер и Мэйбл говорят Стэну, что они разговаривали, и они хотели показать Стэну дневник, восклицая, что наконец-то ему доверяют. Стэн смеётся, считая всё, что ему сказали близнецы, результатом чтения книги, и принимает её.
Позже той же ночью Стэн берет дневник № 3 и позже открывает дверь скрытого прохода за автоматом Хижины Чудес. Он заходит в скрытую лабораторию и спускается на лифте. Выявив, что именно он владеет дневником № 1, он помещает три книги вместе, каждая из которых открыта на определенной странице, показывая чертеж машины. Он использует коды со страниц, чтобы активировать машину. В конце эпизода он просто говорит: «Поехали!».

## Криптограмма
Криптограмма 18-5-22-5-18-19 20-8-5 3-9-16-8-5-18-19 расшифровывается шифром A1Z26 как: SEARCH FOR THE BLINDEYE (рус. Искать Слепой Глаз).

## Отзывы критиков
Серия «Гидеон восстаёт» вышла в эфир 2 августа 2013 года как последний эпизод первого сезона «Гравити Фолз». Количество зрителей, посмотревших эпизод в день премьеры, 3,2 млн человек в США. Эпизод был номинирован на премию «Golden Reel Award» в категории «Лучший звуковой монтаж — Звуковые эффекты, Фоли, диалоги и анимация ADR на телевидении».
The A.V. Club поставил серию оценку «А», заключив: «Ни одного получаса не удалось подытожить все вопросы, которые Гравити Фолз поднял в этом сезоне, но этот эпизод демонстрирует впечатляющее умение знать, на какие вопросы нужно ответить, а на какие можно не отвечать, безопасно игнорировать. И самый большой вопрос, на который он отвечает, на самом деле даже не появляется на радаре до последних минут эпизода, когда Стэн наконец показывает, как сильно он всех обманывал всё это время. Алекс Хирш точно описывает реакцию Стэна на то, что ему представили дневник Диппера, поскольку он не может полностью скрыть своё первоначальное искреннее волнение, прежде чем вернуться к своей забывчивой маскировке. По-прежнему не совсем ясно, к чему всё это движется, но шоу, похоже, вот-вот изменится безвозвратно».